# 쭈글감펭
쭈글감펭은 양볼락과의 물고기이다. 몸길이는 20cm이다. 수심 얕은 연안의 암초에 숨어 살며 작은 물고기와 갑각류를 먹는다.